# Bailando por un sueño (Bolivia)
Bailando por un sueño fue un programa de televisión boliviano emitido por UNO. La adaptación boliviana de un formato mexicano del mismo nombre. El programa se caracterizó por las fuertes polémicas entre los participantes y el jurado, distinguiéndola de otras versiones del programa.

## Historia
El certamen original fue creado y emitido por primera vez en México. Debido a su éxito, la productora boliviana UNO compró los derechos a la productora Televisa. El éxito fue inmediato, comenzando en 2015 con dos ediciones.
En el concurso una pareja conformada por una personalidad televisiva o teatral y un soñador debían demostrar sus destrezas para el baile en diferentes ritmos musicales. Cada pareja recibía la crítica y calificación  de un jurado. Aquellas parejas que no llegaron a la puntuación de corte debían bailar una vez más, tras lo cual el jurado elegía "salvar" a un determinado número de parejas hasta que solo quedaran dos o tres. Una de ellas quedaba luego eliminada mediante el voto del público a través de mensajes de texto o el jurado decidía que pareja debía irse del programa .
Cuando quedaban cuatro parejas restantes en el certamen se realizaba un sorteo para que éstas se enfrentaran en duelos. Las dos parejas ganadoras se enfrentaban en una final, en la que solo el público toma la decisión de proclamar un ganador.
El final del programa fue el 17 de diciembre de 2017, no se prevé que el programa vuelva a producirse.

## Presentadores
| Presentadores      | Presentadores   | 1 | 2 | 3 | 4 |
| ------------------ | --------------- | - | - | - | - |
| Bandera de Bolivia | Carlos Rocabado |   |   |   |   |
| Bandera de Bolivia | Laura La Faye   |   |   |   |   |
| Bandera de Bolivia | Ximena Zalzer   |   |   |   |   |

|  |  |  | Actual presentador/a en esa temporada. |
|  |  |  | Fue presentador/a en esa temporada.    |
|  |  |  | No fue presentador/a en esa temporada  |

## Jurado
| Jurado                             | Jurado               | 1 | 2 | 3 | 4 |
| ---------------------------------- | -------------------- | - | - | - | - |
| Bandera de Bolivia                 | Verónica Larrieu     |   |   |   |   |
| Bandera de Bolivia                 | Carmen Salinas       |   |   |   |   |
| Bandera de Argentina               | Mariano De La Canal  |   |   |   |   |
| Bandera de Bolivia                 | Roberto "Chichi" Kim |   |   |   |   |
| Bandera de la República Dominicana | Sixto Nolasco        |   |   |   |   |
| Bandera de Bolivia                 | Mario Del Alcázar    |   |   |   |   |
| Bandera de Bolivia                 | Rodrigo Rivero       |   |   |   |   |
| Bandera de Chile                   | Rodrigo Díaz         |   |   |   |   |
| Bandera de Paraguay                | Carlitos Barreto     |   |   |   |   |
| Bandera de Paraguay                | David Dionich        |   |   |   |   |
| Bandera de Bolivia                 | Claudia Pereyra      |   |   |   |   |
| Bandera de Argentina               | Marcelo Iripino      |   |   |   |   |
| Bandera de Bolivia                 | Ximena Zalzer        |   |   |   |   |
| Bandera de Bolivia                 | Ubaldo Nallar        |   |   |   |   |
| Bandera de Bolivia                 | Susana Barrientos    |   |   |   |   |
| Bandera de Paraguay                | Kike Casanova        |   |   |   |   |
| Bandera de Bolivia                 | Giovanna Chávez      |   |   |   |   |
| Bandera de Bolivia                 | Wara Cajías          |   |   |   |   |
| Bandera de Estados Unidos          | Sheamus              |   |   |   |   |
| Bandera de Paraguay                | Rocío Rolón          |   |   |   |   |
| Bandera de Argentina               | Pablo Ruiz           |   |   |   |   |
| Bandera de Argentina               | Hugo Ávila           |   |   |   |   |
| Bandera de Argentina               | Daniel Agostini      |   |   |   |   |
| Bandera de Chile                   | Américo              |   |   |   |   |

|  |  |  | Actual integrante    |
|  |  |  | Antiguo integrante   |
|  |  |  | Invitado / Reemplazo |

## Ediciones
| Temporada | N.º de parejas | Inicio de temporada  | Final de temporada      | Primeros puestos  | Primeros puestos       | Primeros puestos  | Primeros puestos             |
| Temporada | N.º de parejas | Inicio de temporada  | Final de temporada      | Ganadores         | Segundo puesto         | Tercer puesto     | Cuarto puesto                |
| --------- | -------------- | -------------------- | ----------------------- | ----------------- | ---------------------- | ----------------- | ---------------------------- |
| 1         | 20             | 22 de abril de 2015  | 9 de agosto de 2015     | José Luis Galarza | Gloria Mariana Limpias | Diego Achár       | Rayssa Arias                 |
| 2         | 23             | 10 de agosto de 2015 | 20 de diciembre de 2015 | Romina Mazó       | Marcela González       | Carlos Marquina   | Paola Belmonte               |
| 3         | 25             | 19 de julio de 2016  | 18 de diciembre de 2016 | Bismar Balladares | Diego Quiñónez         | Sandra Alcázar    | Christian "El Rasta" Jiménez |
| 4         | 26             | 7 de marzo de 2017   | 30 de julio de 2017     | Marina Palomino   | Ronald Ramos           | Gemelos Guachalla | Alex Durañona                |
| 5         | 20             | 8 de agosto de 2017  | 17 de diciembre de 2017 | Marcelo Guachalla | Daniel Núñez           | Wendy Flores      | Oriana Arredondo             |

## Ritmos bailados
| Ritmo              | 1 | 2 | 3 | 4 |
| ------------------ | - | - | - | - |
| Adagio             |   |   |   |   |
| Aros               |   |   |   |   |
| Aros y Telas       |   |   |   |   |
| Axé                |   |   |   |   |
| Bachata            |   |   |   |   |
| Baile de la cama   |   |   |   |   |
| Baile de la jaula  |   |   |   |   |
| Brazilian Mix      |   |   |   |   |
| Baile del caño     |   |   |   |   |
| Cama de 3          |   |   |   |   |
| Caporales          |   |   |   |   |
| Carnavalito        |   |   |   |   |
| Cubo               |   |   |   |   |
| Cumbia             |   |   |   |   |
| Cumbiatón          |   |   |   |   |
| Cumbia pop         |   |   |   |   |
| Chicha             |   |   |   |   |
| Electro dance      |   |   |   |   |
| Folclore           |   |   |   |   |
| Desafío            |   |   |   |   |
| Jive               |   |   |   |   |
| K-pop              |   |   |   |   |
| Kids Dance         |   |   |   |   |
| Merengue           |   |   |   |   |
| Pop                |   |   |   |   |
| Pop Latino         |   |   |   |   |
| Música de Película |   |   |   |   |
| Música disco       |   |   |   |   |
| Reguetón           |   |   |   |   |
| Rock and roll      |   |   |   |   |
| Ritmo invertido    |   |   |   |   |
| Ritmo Libre        |   |   |   |   |
| Salsa              |   |   |   |   |
| Salsa en Trío      |   |   |   |   |
| Street Pop         |   |   |   |   |
| Stiletto           |   |   |   |   |
| Tinku              |   |   |   |   |
| Twerking           |   |   |   |   |
| Synchro dance      |   |   |   |   |
| Videoclip          |   |   |   |   |
| Zumba              |   |   |   |   |

    Ritmo bailado.